# Parque natural de las Salinas
El Parque Natural de las Salinas de Ibiza y Formentera (en catalán Ses Salines d’Eivissa i Formentera) es un espacio natural protegido situado entre las islas españolas de Ibiza y Formentera, en la comunidad autónoma de las Islas Baleares, que fue declarado parque natural en 2001.

## Descripción

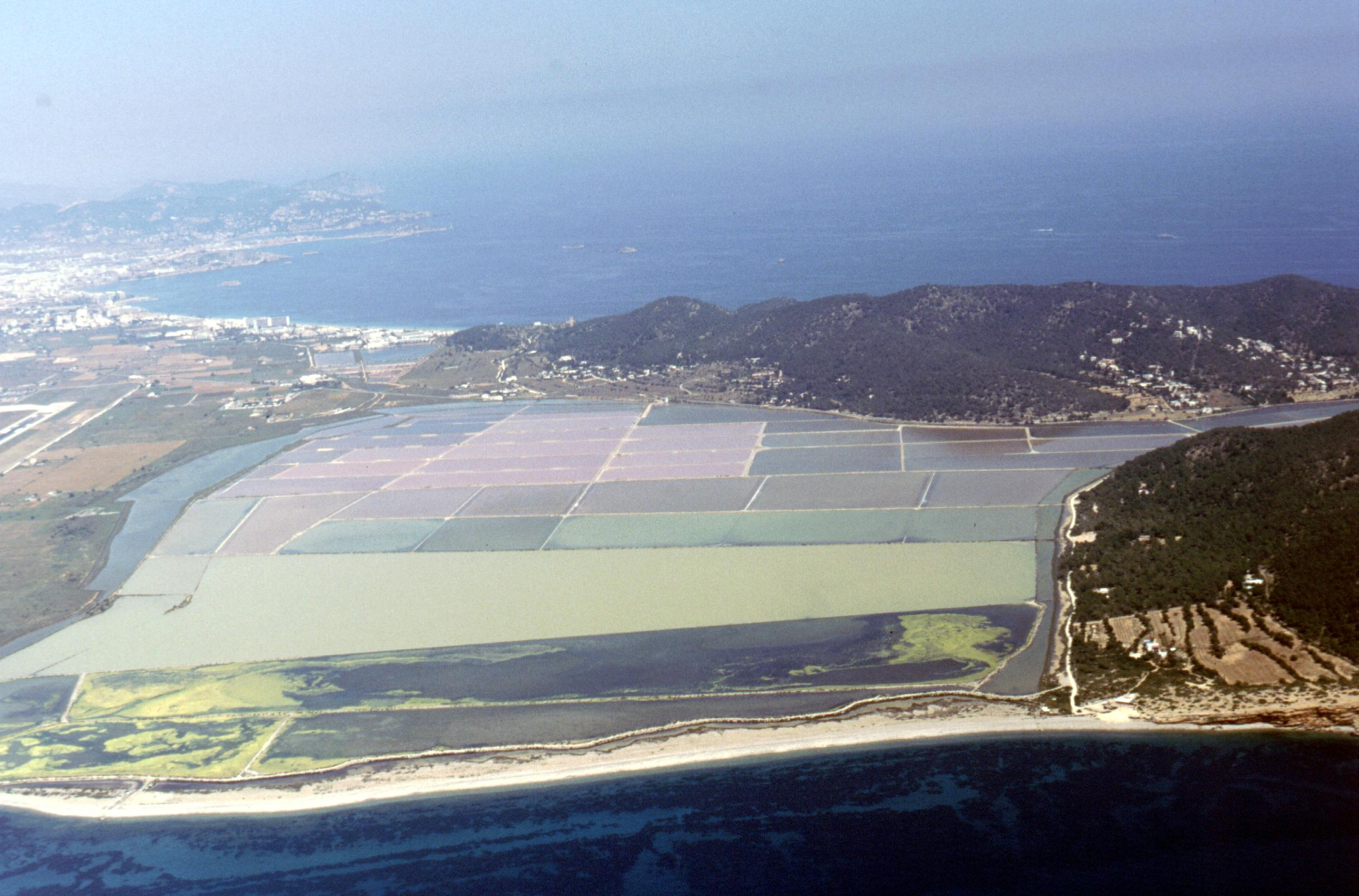
Vista aérea de las salinas de Ibiza.

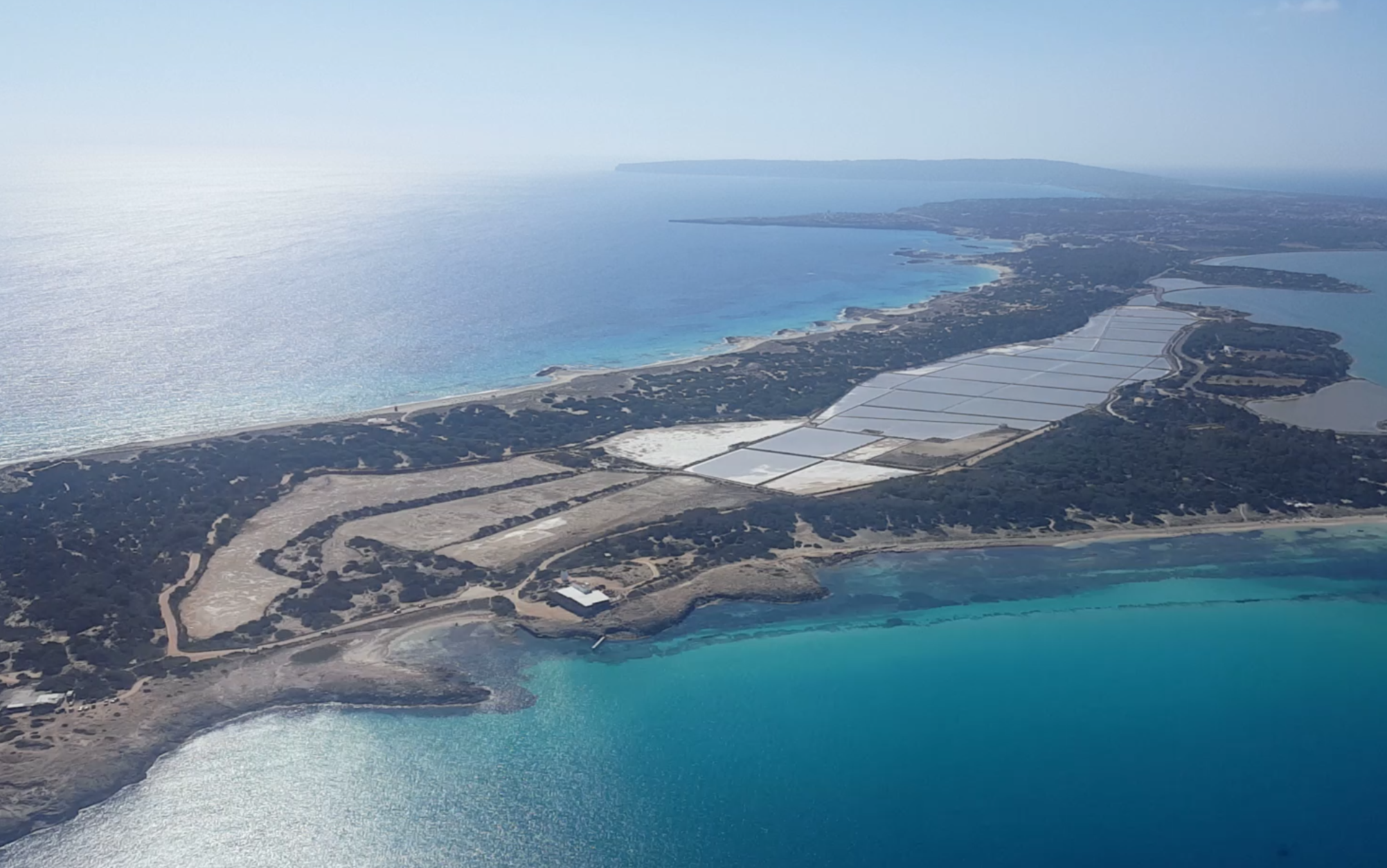
Vista de las salinas de Formentera.

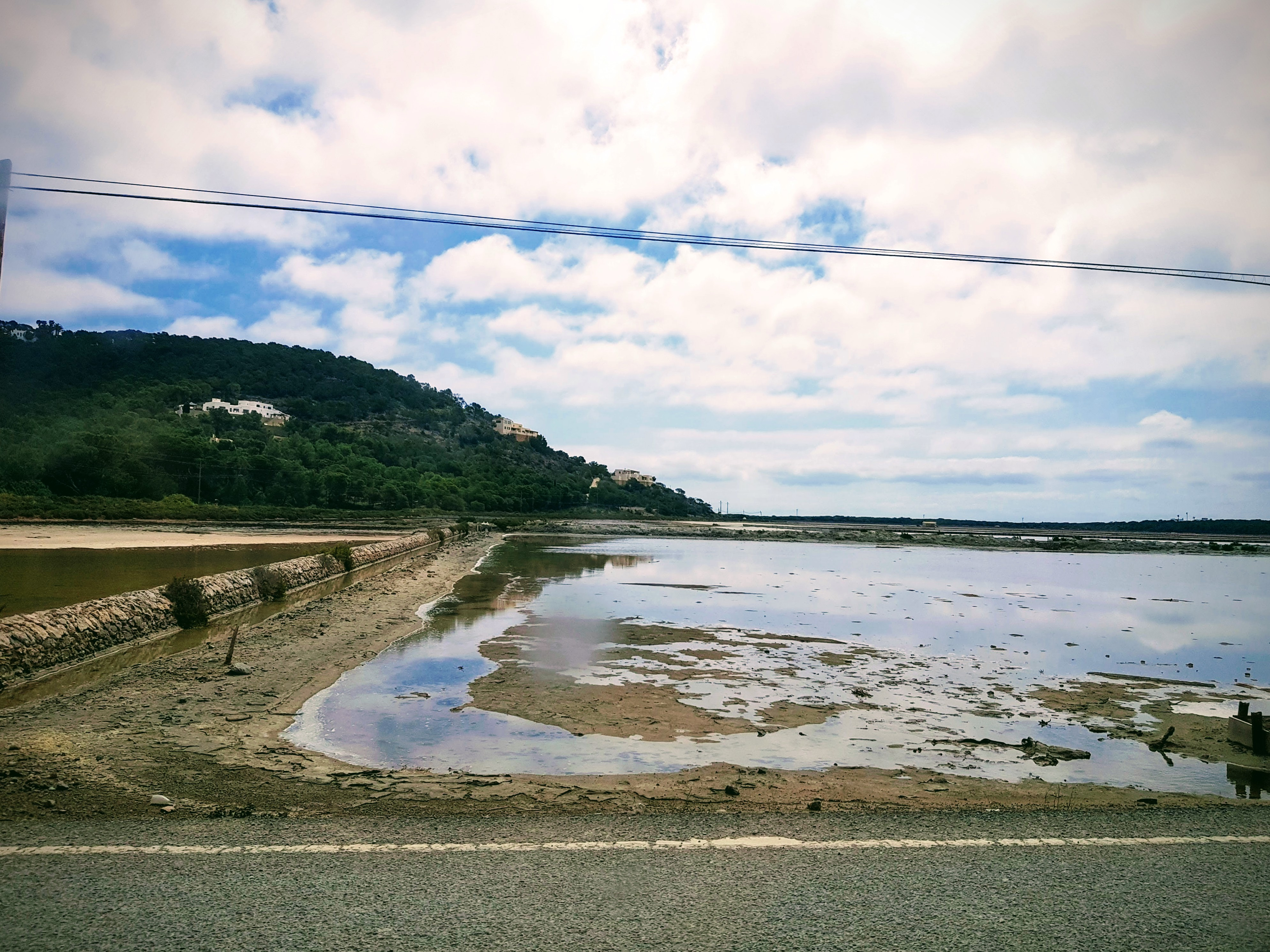
Estanque de evaporación.

El territorio que comprende este parque natural es de unas 2838 hectáreas de las antiguas salinas de Ibiza, en el municipio de San José, y de las salinas de Formentera, más 13 000 hectáreas marinas de Es Freus, un estrecho existente entre las dos islas,  constituido por diversos pasos separados por islotes, de unos 6,3 km de longitud. 
Incluye una representación de casi todos los ecosistemas que se encuentran en la isla de Ibiza, con especial mención a los de las marismas. Dentro la fauna destaca la ornitológica, sobre todo los flamencos, que lo habitan todo el año.
Antes de la declaración como parque natural contaba con las siguientes figuras jurídicas de protección medioambiental:
- Zona de Especial Protección de Aves (ZEPA).
- Reserva natural desde 1995.
- Área Natural de Especial Interés (ANEI) de la Ley de Espacios Naturales del Gobierno Balear.
- Zona húmeda dentro el convenio RAMSAR.
- Patrimonio de la Humanidad de la Unesco (desde 1999).[2]
- Red Natura 2000 de la Unión Europea.

Durante más de treinta años se mantuvo una polémica (a nivel cívico y político) entre los intereses turísticos urbanizadores de la zona y los de protección medioambiental.